# Oskar Fichter
Oskar Andreas Fichter (* 30. Januar 1898 in Furtwangen; † 18. Januar 1943 in Köln) war ein deutscher politischer Funktionär (KPD).

## Leben und Tätigkeit
Fichter war ein gelernter Steindrucker. Ab 1917 nahm er als Zwangsrekrutierter am Ersten Weltkrieg teil. Um 1920 kam er nach Essen, wo er zunächst als Hilfsarbeiter bei den Rheinischen Elektrizitätswerken und dann drei Jahre lang als Bergarbeiter arbeitete. Es folgte eine kurze Tätigkeit in seinem erlernten Beruf, bevor er erwerbslos wurde.
1927 wurde Fichter Mitglied des Rotfrontkämpferbundes und der Kommunistischen Partei Deutschlands (KPD). Ende 1931 wurde er Mitarbeiter im Antimilitaristischen Apparat (AM-Apparat) der Bezirksleitung der KPD im Ruhrgebiet.
Nach dem Machtantritt der Nationalsozialisten im Frühjahr 1933 betätigte Fichter sich im kommunistischen Untergrund, insbesondere für das aus dem Antimilitärischen Apparat hervorgegangenen BB-Ressort der KPD. So gelang es ihm, Lichtpausen der Firma Krupp zu beschaffen und an Vertreter des BB-Apparates zu übergeben.
Ende 1933 wurde Fichter einige Wochen lang in Schutzhaft in Essen genommen. Im Juni 1934 ging er als Emigrant in die Niederlande, wo er unter dem Decknamen Claas politischer Leiter der kommunistischen Emigranten in Antwerpen wurde.
Anfang 1936 ging Fichter nach Brüssel, im Mai 1943 ließ er sich in Verviers nieder. Um einer Ausweisung zu entgehen, setzte er sich nach Paris ab, wo er für die Rote Hilfe tätig war. Anschließend ging er erneut nach Brüssel.
Von den nationalsozialistischen Polizeiorganen wurde Fichter derweil nach seiner Emigration als Staatsfeind eingestuft: Im Frühjahr 1940 setzte das Reichssicherheitshauptamt in Berlin – das ihn irrtümlich in Großbritannien vermutete – ihn auf die Sonderfahndungsliste G.B., ein Verzeichnis von Personen, die im Falle einer erfolgreichen Invasion und Besetzung der britischen Inseln durch die Wehrmacht von den Besatzungstruppen nachfolgenden Sonderkommandos der SS mit besonderer Priorität ausfindig gemacht und verhaftet werden sollten.
Nach der deutschen Besetzung Belgiens wurde Fichter verhaftet. Am 8. August 1942 befand der Volksgerichtshof in Berlin ihn der Vorbereitung zum Hochverrat für schuldig und verurteilte ihn zum Tode. Die Hinrichtung wurde am 18. Januar in Köln vollstreckt. Die Exekution wurde von der Essener Nationalzeitung und anderen Organen in Deutschland bekannt geben und anschließend – da man Fichter für einen Niederländer hielt – auch in Periodika der Auslandspresse wie De Varende Hollander aufgegriffen.